# Les Débuts d'un yachtman

Les Débuts d'un yachtman est un court-métrage muet français réalisé par Louis Gasnier, sorti en 1913.

## Fiche technique
Source IMDb
- Réalisation :  Louis Gasnier
- Scénario : Max Linder
- Production : Pathé Frères
- Pays de production : France
- Métrage : 270 mètres
- Genre : court métrage de comédie
- Format : noir et blanc - 35 mm - 1,33:1 - muet - procédé cinématographique : sphérique
- Première présentation :
  - France : 23 mai 1913

## Distribution
Source IMDb
- Max Linder : Max